# Boy Scholtze
Boy Hendrikus Gerardus Scholtze (Roosendaal, 30 mei 1991) is een Nederlands politicus en bestuurder. Hij is lid van de VVD. Sinds 21 december 2022 is hij burgemeester van Drimmelen.

## Carrière
Scholtze studeerde aanvankelijk bedrijfskunde aan de Universiteit van Nijmegen. Hij stapte echter over op bestuurskunde aan de Universiteit van Tilburg. Deze studie rondde hij echter niet af. Hij werd in 2012 politiek actief voor de VVD in Haaren. In 2014 was hij lijsttrekker van de VVD in Haaren bij de gemeenteraadsverkiezingen van 2014 en werd hij er gemeenteraadslid en fractievoorzitter. Bij de gemeenteraadsverkiezingen van 2018 was hij er opnieuw lijsttrekker. Op 1 januari 2021 werd Haaren opgeheven en ging het op in de buurgemeenten Boxtel, Oisterwijk, Vught en Tilburg.
Scholtze was tot zijn benoeming als burgemeester werkzaam als operationeel manager projectontwikkeling en vastgoedbeheer in een familiebedrijf in Tilburg. Daarnaast was hij van juni 2018 tot de zomer van 2023 voorzitter van het Europees Charter voor plattelandsgemeenten. Op 21 december 2022 werd hij burgemeester van Drimmelen. Daarmee volgde hij Magda Jansen-van Harten op als jongste burgemeester van Nederland. Op 1 februari 2024 volgde Teun Heldens hem op als jongste burgemeester van Nederland.
Als burgemeester van Drimmelen kreeg Scholtze openbare orde & veiligheid, APV & evenementen, externe veiligheid, toezicht & handhaving, personeel & organisatie, kabinetszaken, burger- & publiekszaken, communicatie, representatie, algemene bestuurlijke & juridische zaken, intergemeentelijke / regionale samenwerking en huisvesting aandachtsgroepen (coördinerend portefeuillehouder) in zijn portefeuille.
Scholtze werd vertegenwoordiger van Drimmelen bij de Omgevingsdienst Midden- en West-Brabant, de Veiligheidsregio Midden- en West-Brabant, de Regio West-Brabant, het Veiligheidscollege Zeeland-West-Brabant, het Zorg- en Veiligheidshuis Baronie Breda, de stuurgroep Baroniesamenwerking, de bestuurlijke overleggen VTH Biesbosch, Regionale Regie Tafel De Baronie en Provinciale Regie Tafel en de VBG. Daarnaast bekleedde hij namens Drimmelen diverse erefuncties en ambassadeurschappen.

## Privéleven
Scholtze trouwde met zijn man. Zijn hobby's zijn onder andere het Eurovisiesongfestival, lezen, tennis en koken. In de nacht van 24 op 25 juni 2023 werd in zijn woning in Drimmelen een stoeptegel door een ruit gegooid. Op 6 november dat jaar werd hij bij het gemeentehuis in Made bijna aangereden en bedreigd.